# Daina Levy
Daina Levy (* 27. Mai 1993 in Mississauga, Kanada) ist eine ehemalige jamaikanische Leichtathletin, die sich auf den Hammerwurf spezialisiert hat und aktuell Inhaberin des Landesrekordes ist.

## Sportliche Laufbahn
Erste internationale Erfahrungen sammelte Daina Levy im Jahr 2009, als sie bei den Jugendweltmeisterschaften in Brixen mit einer Weite von 44,81 m in der Qualifikationsrunde ausschied. 2011 gewann sie bei den Panamerikanischen Juniorenmeisterschaften in Miramar mit 55,79 m die Silbermedaille und studierte von 2012 bis 2013 an der Auburn University, ehe sie an die University of Kansas wechselte. 2015 brachte sie bei den Panamerikanischen Spielen in Toronto keinen gültigen Versuch zustande und anschließend belegte sie bei den NACAC-Meisterschaften in San José mit 68,60 m den vierten Platz. Im Jahr darauf stellte sie mit 71,48 m einen neuen Landesrekord im Hammerwurf auf und qualifizierte sich damit für die Teilnahme an den Olympischen Sommerspielen in Rio de Janeiro, bei denen sie mit 60,25 m aber den Finaleinzug verpasste. Daraufhin beendete sie ihre aktive sportliche Karriere im Alter von 23 Jahren.
2016 wurde Levy jamaikanische Meisterin im Hammerwurf.